# Laestrygones minutissimus
Laestrygones minutissimus là một loài nhện trong họ Toxopidae.
Loài này thuộc chi Laestrygones. Laestrygones minutissimus được miêu tả năm 1909 bởi Hogg.